# نسیم رفیعی
نسیم رفیعی (زادهٔ ۱۳۵۷ در تهران) گوینده رادیو، صداپیشه، صدا بازیگر و مدرس گویندگی در ایران است. وی، گویندۀ اپراتورهای تلفنی ایرانسل و رایتل است. جملاتی نظیر "مشترک مورد نظر در دسترس نمی باشد" و "دستگاه مشترک مورد نظر خاموش می باشد" که به گوش بسیاری از ایرانیان، آشناست، با صدای ایشان ضبط شده است.

## زندگی هنری
زندگی حرفه ای  نسیم رفیعی از سال 1375 خورشیدی (1997 میلادی) با فعالیت وی به عنوان گوینده رادیو در ایران آغاز گردید. وی، گویندۀ شبکه های محتلف رادیویی، نظیر رادیو پیام، رادیو ایران، رادیو صبا، رادیو نمایش و رادیو جوان بوده و همکاری ایشان با عمدۀ این شبکه ها، همچنان ادامه دارد. از جمله برنامه های فعلی ایشان در رادیو می توان به برنامه نیمروزی روزهای دوشنبه رادیو پیام، برنامه "صبح جمعه با شما" رادیو ایران و برنامه های "رادیو صفا" و "بومرنگ" رادیو صبا اشاره نمود.
نسیم رفیعی به عنوان صدا پیشه، تا کنون در تولید تیزرهای تبلیغاتی فراوانی برای برندهای سرشناس ایرانی نظیر مای بیبی، پرژک، مبلمان فاما، شوکوپارس و غیره ایفای نقش کرده و نیز به عنوان دوبلور، در دوبله تعداد زیادی از فیلم ها و انیمیشن های خارجی مشارکت نموده است. 
نسیم رفیعی بیش از سه سال است که به عنوان مدرس گویندگی رادیو و فن بیان نیز فعالیت می نماید و تا کنون دوره های آموزشی مختلف و متعددی را در سطوح مقدماتی و پیشرفته در این خصوص برگزار نموده است. 

## آثار و فعالیت‌های هنری
از جمله آثار و فعالیت‌های رادیویی نسیم رفیعی به موارد زیر می‌توان اشاره نمود:
مجری برنامه ایرانشهر (رادیو ایران)، 
مجری مسابقه رادیویی یک، دو، صدا (رادیو ایران)
مجری برنامه های صبحگاهی و نیمروزی (رادیو پیام)
مجری برنامه صبح جمعه با شما (رادیو ایران)